# Cal Pere Moliner (Calders)
Cal Pere Moliner és un edifici de Calders (Moianès) inclòs a l'Inventari del Patrimoni Arquitectònic de Catalunya.

## Descripció
Es tracta d'una casa de planta rectangular amb coberta a doble vessant i d'estructura molt senzilla. Té dues plantes. El conjunt presenta poques obertures: a la façana té un portal d'entrada (part adovellat) i dues finestres, al cantó Nord només en té una de petita i a la part posterior (a l'oest) té una finestra interessant per l'adovellament que presenta. Cal destacar que els murs estan reforçats amb contraforts. Als seus darreres hi ha un pati.

## Història
Aquesta casa, tot i estar situada al peu de l'antic camí ral on es va formar el poble, i correspondre al mateix moment de la formació del nucli, té una estructura que difereix molt de la de la resta de cases. És deshabitada des de mitjans del segle xx, moment en què passà a ser utilitzada com a cobert i després granja.